# Phainantha shuariorum
Phainantha shuariorum är en tvåhjärtbladig växtart som beskrevs av C. Ulloa och D.A.Neill. Phainantha shuariorum ingår i släktet Phainantha och familjen Melastomataceae. Inga underarter finns listade i Catalogue of Life.